# Leiomya claviculata
Leiomya claviculata är en musselart som först beskrevs av Dall 1881.  Leiomya claviculata ingår i släktet Leiomya och familjen Cuspidariidae. Inga underarter finns listade i Catalogue of Life.